# Fayçal Seddiki
 (mai 2012).
Si vous disposez d'ouvrages ou d'articles de référence ou si vous connaissez des sites web de qualité traitant du thème abordé ici, merci de compléter l'article en donnant les références utiles à sa vérifiabilité et en les liant à la section « Notes et références ».
Fayçal Seddiki, né le 13 mars 1991, est un athlète algérien, spécialiste des haies hautes (soit le 60 et le 110 mètres haies).

## Biographie
Son meilleur temps électronique est de 13 s 91 réalisé le 2 avril 2012 à Alger mais il a réalisé un temps de 13 s 5 avec un chronomètre manuel (ce qui équivaut à 13 s 74 en électronique) à Alger également, le 13 août 2011 [réf. nécessaire]. Il devient champion d'Algérie à l'âge de 19 ans. À la fin de 2012 il participe aux Jeux africains Universitaire et il sera le Champion d’Afrique en titre qui s'est déroulé à Namibie.[réf. nécessaire]